# Twedter Strandweg 7

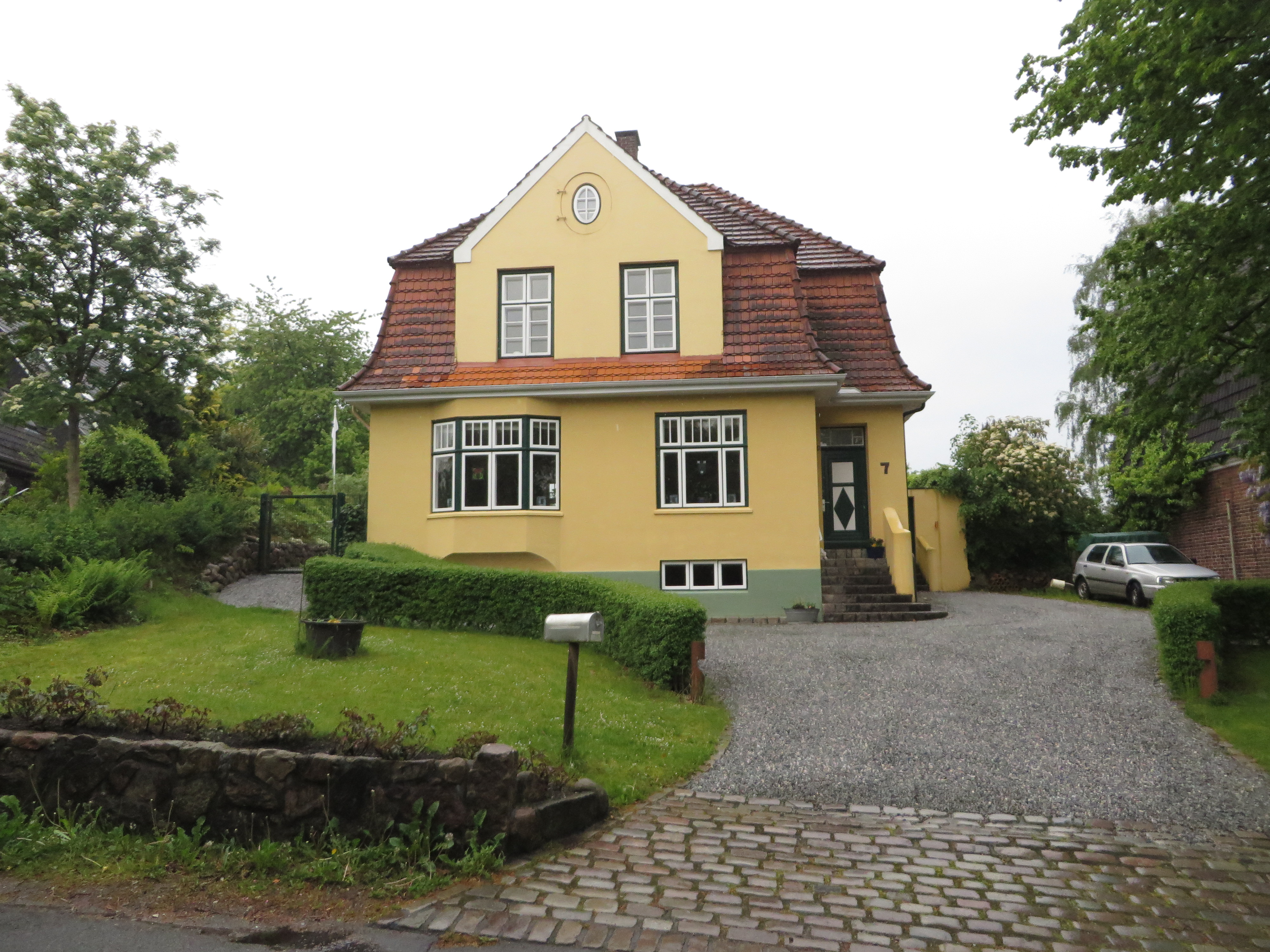
Twedter Strandweg Nummer 7 (Foto 2015)

Das Haus Twedter Strandweg 7 ist ein Einfamilienhaus von 1911/1912 in Flensburg-Mürwik. Es liegt am Rande von Twedter Holz, am Weg zum Strand von Fahrensodde. Mit dem Nachbarhaus Twedter Strandweg 9 befindet es sich zudem oberhalb, westlich der Cäcilienschlucht. Es gehört zu den Kulturdenkmalen Flensburg-Mürwiks.

## Hintergrund
Das Gebäude wurde kurz nach der Eingemeindung von Twedter Holz nach Plänen des Architekten Max Schlichting im Landhausstil errichtet. Es erhielt zunächst die Adresse Twedterholz 51 c. Erst 1935 erhielt die Straße Twedter Strandweg ihren heutigen Namen.
Das Einfamilienhaus besitzt ein Erdgeschoss, ein Dachgeschoss mit darüberliegenden Dachboden sowie ein Kellergeschoss, dass nicht vollständig die Fläche des darüber liegenden Geschosses aufweist. Auf dem Putzbau sitzt ein dekoratives Mansardendach mit einem Schornstein. Zur alten, erhaltenen Eingangstür führt eine kleine Freitreppe. Im Inneren ist die alte Grundrissaufteilung erhalten geblieben. Von der großen Diele führt eine Treppe ins Dachgeschoss.